# Indalmus kirbyanus
Indalmus kirbyanus es una especie de coleóptero de la familia Endomychidae.

## Distribución geográfica
Habita en la India, Bengala, Assam, Sikkim,  Birmania, Tailandia, Laos, China y Taiwán.